# كانغ هاي وون
كانغ هاي وون (بالكورية: 박지수)‏ هي ممثلة ومغنية كورية جنوبية، ولدت يوم 5 يوليو 1999 في يانجسان في كوريا الجنوبية.

## روابط خارجية
- كيم هاي-وون على موقع IMDb (الإنجليزية)
- كيم هاي-وون على موقع ميوزك برينز (الإنجليزية)
- كيم هاي-وون على موقع قاعدة بيانات الفيلم (الإنجليزية)